# Ogień (film 1996)
Ogień (hindi: फायर, ang. Fire) - zrealizowany w 1996 roku indyjsko-kanadyjski dramat społeczny i rodzinny wyreżyserowany przez Deepę Mehtę, induskę mieszkającą w Kanadzie. Był to pierwszy film stworzonej przez nią trylogii. Kontynuacją jego są Ziemia i Woda. Muzykę skomponował A.R. Rahmana, a w rolach głównych wystąpili Shabana Azmi, Nandita Das i Kulbhushan Kharbanda.
Film był kręcony w Tadź Mahal (w stanie Uttar Pradesh) i w Nowym Delhi. Ostatnia scena tam właśnie w świątyni Nizamudin.

## Kontrowersje
Ze względu na motywy homoseksualne film wzbudził kontrowersje w Indiach. Oskarżono go także o oczernianie kultury indyjskiej. Z oburzeniem przyjęto nazwanie dwóch głównych bohaterek – lesbijek imionami hinduskich bogiń (Sita i Radha). Film z wątkiem homoseksualnym jednocześnie nawiązującym do religijnych odniesień, do historii Sity, która udowadnia Ramie swoją niewinność przechodząc przez ogień, zabiegający o emancypację kobiet spotkał się z odrzuceniem hinduskich ekstremistów. Wycofywano go z kin. Religijni fundamentaliści dokonywali wandalizmów w miejscach, gdzie był wyświetlany (m.in. w Nowym Delhi i Mumbaju).

## Motywy kina indyjskiego
- Tadź Mahal
- nowożeńcy (Just Married (film 2007), Honeymoon Travels Pvt. Ltd.)
- staruszka
- modlitwa i błogosławieństwo
- romans w małżeństwie
- nauczanie guru (The Guru, Banaras – A Mystic Love Story)
- Delhi
- Ramajana (Lajja)
- teatr w filmie (Aaja Nachle, Lajja)
- bezpłodność
- onanizm
- pornografia (The Guru)
- prowadzenie restauracji (Family: Ties of Blood, Cheeni Kum, Gdyby jutra nie było)
- relacja braci
- medytacje
- korowód z panem młodym (Życie w... metropolii, Dil Hai Ki Manta Nahin)
- kryzys małżeński
- lesbijki (Girlfriend, Kama Sutra – A Tale Of Love)
- wspomnienia z dzieciństwa (Zakhm)
- święto Karva Chauth ('Czasem słońce, czasem deszcz, Deewana, Yes Boss, Hum Dil De Chuke Sanam, Biwi No.1)
- opowieść w opowieści (Bhool Bhulaiyaa)
- krytyka indyjskich obyczajów (Om Jai Jagadish, Bollywood/Hollywood)
- nakładanie bransoletek jako znak miłości (Czasem słońce, czasem deszcz)
- piknik
- masaż jako wyraz miłości (Nayak: The Real Hero)
- przyprawy (Mistress of Spices )
- łóżko charpai (Lajja, Veer-Zaara, Shakti: The Power)
- bicie żony (3 Deewarein, Provoked)
- relacja synowej z teściową
- pożar
- deszcz
- świątynia

## Fabuła
Sita (Nandita Das) nie rozumie chłodu, z jakim traktuje ją jej świeżo poślubiony mąż. Nie wie, że urzeczony inną kobietą Jatin (Javed Jaffrey) poślubił ja tylko po to, by spełnić oczekiwania sparaliżowanej matki i starszego brata Ashoki (Kulbhushan Kharbanda). Rodzina potrzebuje dziedzica. Sita ma im urodzić dziecko, które nigdy nie poczęło się w bezpłodnym małżeństwie Ashoki i Radhy (Shabana Azmi). Sita daremnie co wieczór czeka na powrót męża uciekającego do ukochanej kobiety. Nie jest jednak w tym domu jedyną kobietą zaniedbywaną i nierozumianą przez męża. Ashoka codziennie unika Radhy uciekając od niej w modlitwy, medytacje i rozmowy ze swoim guru. Niespełniony jako ojciec rezygnuje z roli męża i kochanka Radhy. Osamotnione, upokorzone odtrąceniem kobiety znajdują pocieszenie w sobie. Wkrótce ich zażyłość staje się coraz intymniejsza. Bezsilna i niema obserwuje to ich sparaliżowana teściowa...

## Obsada
- Karishma Jhalani – młoda Radha
- Ramanjeet Kaur – matka Radhy
- Dilip Mehta – ojciec Radhy
- Javed Jaffrey – Jatin
- Nandita Das – Sita
- Vinay Pathak – przewodnik przy Tadź Mahal
- Kushal Rekhi – Biji
- Shabana Azmi – Radha
- Ranjit Chowdhry – Mundu
- Kulbhushan Kharbanda – Ashok
- Alice Poon – Julie
- Ram Gopal Bajaj – Swamiji